# セル・リード
セル・リード（Thell reed,1943年2月11日 - ）は、アメリカのファスト・ドロウ（早撃ち）競技射撃手、スタントマン、銃器アドバイザー（英語版）。アメリカ合衆国カリフォルニア州生まれ。

## 人物
カルフォルニア州ダウニーにあるバーベキュー料理チェーン店経営の父の元に生まれる。
ティーンエイジャーの頃からコルト・シングル・アクション・アーミーの早撃ちの練習をし、各地のカウボーイ・アクション・シューティング（英語版）競技会で優勝、弱冠15歳で世界チャンピオンとなる。
その後、アメリカの名射撃手であるジェフ・クーパーやレイ・チャップマンらと共に、世界的なコンバット・シューティングの射撃競技大会であるインターナショナル・プラクティカル・シューティング・コンフェデレーション（英語版）(IPSC)の創立に参加する。
そして芸能界でもその才能を活かし、世界各地で開催されるガンショーでのデモンストレーターとして公演活動を行う他、西部劇『ガンスモーク (テレビドラマ)』（1955-1975）で射撃指導を務め、以降『トゥームストーン (映画)』 、『クイック&デッド』 、『L.A.コンフィデンシャル』 、『プルーフ・オブ・ライフ』 、『父親たちの星条旗』など、多数の映画やTVドラマで、アーモラー（プロップガン担当）、ウェポンズ・スペシャリスト（銃器監修）、ガン・コーチ（射撃指導）などの銃器アドバイザーとして製作に参加している。
長女のハンナ・グティエレス・リードも銃器アドバイザーである。
また、西部劇ショーで来日した際に出会った全日本早撃ちチャンピオン、国本圭一（現：ウェスタンアームズ社長）とも親交が深い。

## 主なメディア参加作品
| 公開年(米国) | 邦題 原題                                                                             | 担当                      | 備考               |
| ------------ | ------------------------------------------------------------------------------------- | ------------------------- | ------------------ |
| 1993         | トゥームストーン (映画) Tombstone                                                     | プロップガン担当          |                    |
| 1995         | クイック&デッド The Quick and the Dead                                                | プロップガン担当/射撃指導 |                    |
| 1995         | リトル・ヒーロー he Indian in the Cupboard                                            | プロップガン担当          |                    |
| 1995         | ワイルド・ビル Wild Bill                                                              | プロップガン担当/射撃指導 |                    |
| 1995         | ガンファイターズ・ムーン Gunfighter's Moon                                            | プロップガン担当          | 出演（ボウジー役） |
| 1996         | ラストマン・スタンディング Last Man Standing                                          | プロップガン担当          |                    |
| 1997         | L.A.コンフィデンシャル L.A.Confidential                                               | プロップガン担当          |                    |
| 1998         | ニュートン・ボーイズ The Newton Boys                                                  | プロップガン担当          |                    |
| 1998         | ブレイド (映画) Blade                                                                 | プロップガン担当          |                    |
| 1998         | The Rat Pack (TV映画)                                                                 | 射撃指導                  |                    |
| 1999         | Purgatory (TV映画)                                                                    | 銃器監修                  |                    |
| 1999         | 13F                                                                                   | プロップガン担当          | クレジットなし     |
| 1999         | The Annihilation of Fish                                                              | プロップガン担当          |                    |
| 1999         | フロム・ダスク・ティル・ドーン3 From Dusk Till Dawn 3: The Hangman's Daughter         | 射撃指導                  |                    |
| 2000         | プルーフ・オブ・ライフ Proof of Life                                                  | 銃器監修                  |                    |
| 2001         | エネミー・ライン Behind Enemy Lines                                                   | 銃器監修                  |                    |
| 2002         | Legend of the Phantom Rider                                                           | プロップガン担当          |                    |
| 2003         | 44ミニッツ(TV映画)                                                                    | プロップガン担当          |                    |
| 2003         | ランダウン ロッキング・ザ・アマゾン The Rundown                                       | プロップガン担当          |                    |
| 2003         | Then Came Jones (TV映画)                                                              | 射撃指導                  |                    |
| 2004         | スカイキャプテン ワールド・オブ・トゥモロー Sky Captain and the World of Tomorrow     | プロップガン担当          |                    |
| 2005         | ダウン・イン・ザ・バレー Down in the Valley                                           | 射撃指導                  |                    |
| 2005         | Mr.&Mrs.スミス Mr. & Mrs. Smith                                                       | プロップガン担当          |                    |
| 2005         | ラッキーナンバー9 (ビデオ作品)                                                        | プロップガン担当          |                    |
| 2006         | マイアミ・バイス (映画) Miami Vice                                                    | プロップガン担当          |                    |
| 2006         | 父親たちの星条旗 Flags of Our Fathers                                                 | プロップガン担当          |                    |
| 2007         | The Wild West (TVミニシリーズ)                                                        | プロップガン担当          |                    |
| 2007         | Deadwood (TVシリーズ)                                                                 | プロップガン担当          |                    |
| 2007         | ジェシー・ジェームズの暗殺 The Assassination of Jesse James by the Coward Robert Ford | 射撃指導                  | クレジットなし     |
| 2007         | 3時10分、決断のとき 3:10 to Yuma                                                      | プロップガン担当/射撃指導 |                    |
| 2007         | Slipstream                                                                            | プロップガン担当          |                    |
| 2007         | グラインドハウス Grindhouse                                                           | 射撃指導                  |                    |
| 2009         | メテオ（TVミニシリーズ)                                                               | プロップガン担当          |                    |
| 2009         | シティ・オブ・ブラッド Streets of Blood                                               | プロップガン担当          |                    |
| 2009         | 消されたヘッドライン State of Play                                                    | プロップガン担当/射撃指導 |                    |
| 2010         | スリーデイズ The Next Three Days                                                      | プロップガン担当          |                    |
| 2011         | カウボーイ & エイリアン (映画) Cowboys & Aliens                                       | 射撃指導                  | クレジットなし     |
| 2011         | The Legend of Hell's Gate: An American Conspiracy                                     | プロップガン担当          |                    |
| 2012         | ジャンゴ 繋がれざる者 Django Unchained                                                | 射撃指導                  |                    |
| 2012         | Ticket Out                                                                            | プロップガン提供/射撃指導 |                    |
| 2014         | ディバイナー 戦禍に光を求めて The Water Diviner                                       | プロップガン担当          |                    |
| 2014         | ニューヨーク 冬物語 Winter's Tale                                                     | プロップガン担当          |                    |
| 2017         | The Good Time Girls (短編映画)                                                        | 銃器監修                  |                    |
| 2019         | ワンス・アポン・ア・タイム・イン・ハリウッド Once Upon a Time in... Hollywood         | 銃器監修                  |                    |
| 2020         | アオラレ Unhinged                                                                     | プロップガン担当          |                    |
| 2022         | Black Water Transit                                                                   | プロップガン担当          | 制作中             |